# セッツ (イタリア)
セッツ（イタリア語: Setzu）は、イタリア共和国サルデーニャ州南サルデーニャ県にある、人口約100人の基礎自治体（コムーネ）。

## 地理

### 位置・広がり

#### 隣接コムーネ
隣接するコムーネは以下の通り。
- ジェノーニ
- ジェヌーリ
- ジェストゥリ
- トゥイーリ
- トゥッリ